# Chiesa di San Leonardo (Dervio)
La chiesa di San Leoanardo è una chiesa situata a Dervio, in provincia di Lecco.
La chiesa è parte della parrocchia dei Santi Pietro e Paolo di Dervio nella Comunità Pastorale San Carlo Borromeo in Alto Lario nel decanato Alto Lario dell'arcidiocesi di Milano.

## Storia e descrizione
Dedicata a Leonardo di Noblac, la chiesa appare citata nel Liber Notitiae Sanctorum Mediolani (fine del XIII secolo).
Edificata nei pressi della torre di Orezia, la chiesa fu oggetto di successive rielaborazioni fino alla fine del Seicento. La porzione più antica dell'edificio religioso è costituita dalla parte più bassa delle due campate più prossime alla facciata.
La chiesa si presenta come un edificio a navata unica, lunga 16 m e larga 8, terminante in un'abside.
Nella parte anteriore della chiesa sono rintracciabili le tracce di due finestre tamponate.